# Ruud Kleinpaste

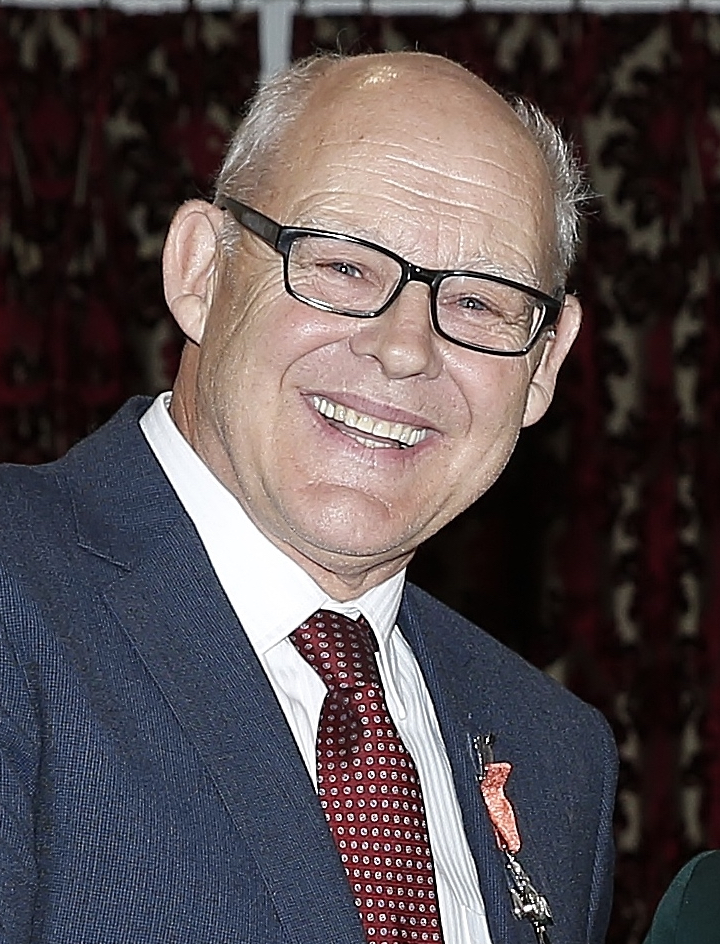
Ruud Kleinpaste

Rudolf Hendrik (Ruud) Kleinpaste (Indonesië, 23 april 1952) is een Nederlands-Nieuw-Zeelands entomoloog. Hij is vooral bekend als presentator van het programma Buggin' with Ruud op de televisiezender Animal Planet. Eerder had hij al bekendheid in Nieuw-Zeeland als presentator van de radioshow Ruud's Awakening over milieuvriendelijk tuinieren.
Kleinpaste is geboren in Indonesië, maar ging naar school in Nederland. Hij studeerde botanica aan de Landbouwhogeschool Wageningen, waar hij zich specialiseerde in de boomteelt. Vanaf zijn twintigste raakte hij geïnteresseerd in de entomologie. Nadat hij trouwde met een Nieuw-Zeelandse emigreerde hij in 1978 naar dit land. Na diverse korte banen op milieugebied werkte hij daar 14 jaar voor het Ministry of Agriculture and Fisheries. Rond 1995 nam hij ontslag om als milieuconsultant te werken.
In 1987 begon hij het radioprogramma Ruud's Awakening. Daarna deed hij verschillend televisiewerk in Nieuw-Zeeland op het gebied van ecologische landbouw, vogelbescherming en insecten. Hierdoor raakte hij bekend als The Bugman. Vanaf 2005 presenteert hij Buggin' with Ruud, een programma dat door de Nieuw-Zeelandse zender Natural History New Zealand gemaakt wordt voor Animal Planet.
- International Standard Name Identifier: 0000 0004 2338 5273
- Library of Congress Control Number: no2020016253
- Nederlandse Thesaurus van Auteursnamen: 356082393
- Museum of New Zealand Te Papa Tongarewa: 23992
- Virtual International Authority File: 305858411